# Cammino libero medio anaelastico
Il cammino libero medio anelastico, indicato con la sigla IMFP dall'inglese inelastic mean free path, è un indice di quanto un elettrone può viaggiare dentro un solido prima di perdere la sua energia.
Se un fascio primario monocromatico di elettroni incide su una superficie solida, la maggior parte degli elettroni incidenti perdono la loro energia perché interagiscono fortemente con la materia, lasciando il plasmone di eccitazione, formando una lacuna elettronica e un'eccitazione vibrazionale.
L'intensità degli elettroni primari, I0, è espressa in funzione della distanza, d, nel solido. La diminuzione dell'intensità può essere espressa come:
I(d) = I0 exp(-d / λ(E))
dove I(d) è l'intensità dopo che il fascio primario di elettroni ha viaggiato attraverso il solido. Il parametro λ(E), definito come cammino libero medio anelastico (inelastic mean free path, IMFP), è definito come la distanza che un fascio di elettroni può percorrere prima che la sua intensità diminuiscono a 1/e del suo valore iniziale.

## Definizione ASTM[2][3]
(EN)  IMPF (λ) - Inelastic Mean Free Path. The average distance (in nanometers) that an electron with a given travels between successive inelastic collisions.
IMPF (λ) - Cammino libero medio anelastico. La distanza media (in nanometri) che un elettrone con una traiettoria data percorre tra due successive collisioni anelastiche.